# Viviana Márton
Viviana Márton Kiss, née le 16 février 2006, est une taekwondoïste hongroise. Elle est sacrée championne olympique des 67 kg aux Jeux olympiques d'été de 2024.

## Carrière
De nationalité hongroise par ses parents, elle et sa sœur jumelle Luana (en) sont nées à Tenerife dans les îles Canaries avant de s'installer à Madrid en 2018. Elle est membre du club Hankuk Internacional et est entraînée par Suvi Mikkonen. Elle quitte Madrid pour le Újpesti Torna Egylet à Budapest en 2024.
En 2021, elle remporte les Championnats d'Europe juniors en battant la Grecque Theopoula Sarvanaki (en) en -63 kg. Elle conserve son titre en 2023 en battant cette fois la Croate Dora Meštrović.
Lors des Jeux olympiques d'été de 2024, elle remporte la médaille d'or en 67 kg en battant successivement l'Ivoirienne Ruth Gbagbi en 16e, l'Américaine Kristina Teachout en quarts, la Belge Sarah Chaâri et enfin la Serbe Aleksandra Perišić en finale.